# Hugo Maradona
Pour les articles homonymes, voir Maradona (homonymie).
Hugo Hernán Maradona, né le 9 mai 1969 à Lanús et mort le 28 décembre 2021 à Naples, est un joueur et entraîneur argentin de football, frère de Diego Maradona (1960-2020) ,.

## Biographie
Hugo Maradona évolua comme milieu de terrain, fut international argentin des moins de 16 ans et participa à la Coupe du monde de football des moins de 16 ans 1985, fit les trois matchs de poule, inscrivit deux buts contre le Congo, mais l'Argentine fut éliminée au premier tour.
Moins connu que son illustre frère, Diego Maradona, il joua dans différents clubs dans le monde (Europe, Japon et Amérique), ne remportant qu'une deuxième division nipponne en 1995 avec Fukuoka Blux.
Il connut une expérience d'entraîneur à Porto Rico, avec le club des Islanders de Porto Rico, pendant vingt mois, sans rien remporter.
Il meurt le 28 décembre 2021 à l'âge de 52 ans d'une crise cardiaque, à son domicile à Naples en Italie.

## Clubs

### En tant qu'entraîneur
- mai 2004-janvier 2006 : / Puerto Rico Islanders

## Palmarès
- Championnat d'Espagne de deuxième division
  - Vice-champion en 1989
- Championnat du Japon de deuxième division
  - Champion en 1995